# Irabatha
Irabatha is een geslacht van insecten uit de orde vliesvleugeligen (Hymenoptera) en de familie Ichneumonidae.

## Soorten
- I. agilis (Smith, 1858)
- I. albispina Cameron, 1906
- I. albomaculata (Szepligeti, 1916)
- I. cairnsensis Cheesman, 1936
- I. filicornis (Szepligeti, 1916)
- I. gracilis (Szepligeti, 1916)
- I. immaculata Cheesman, 1936
- I. interrupta (Szepligeti, 1916)
- I. leucozona (Brulle, 1846)
- I. pulcherrima (Smith, 1863)